# Скаришев
Скари́шев (пол. Skaryszew) — місто в центральній Польщі.
Належить до Радомського повіту Мазовецького воєводства.

## Відомі уродженці
- Ева Копач — польський політик і депутат Сейму, Маршал Сейму (2011-2014, перша жінка, що зайняла цю посаду).  З 22 вересня 2014 — Прем'єр-міністр Польщі.[3]

## Демографія
Демографічна структура станом на 31 березня 2011 року:
|          | Загалом | Допрацездатний вік | Працездатний вік | Постпрацездатний вік |
| -------- | ------- | ------------------ | ---------------- | -------------------- |
| Чоловіки | 2071    | 481                | 1449             | 141                  |
| Жінки    | 2128    | 486                | 1315             | 327                  |
| Разом    | 4199    | 967                | 2764             | 468                  |